# طلال العزاوي
طلال العزاوي هو كاتب وشاعر عراقي ولد عام 1945 في بغداد، أكمل دراسته الإعدادية المركزية والتحق في كلية الآداب قسم اللغة العربية، عمل في الجزائر مدرسا لمدة 7 سنوات ومن ثم عاد الى العراق وعمل في وزارة التربية قسم الإعلام وقام بنشر النشرة التربوية الإسبوعية التابعة للوزارة عام 1979 ، أصدر أول كتاب له عام 1964 بعنوان "عاشق الشمس" حيث احتوى على مجموعة قصصية وتلاه كتاب "ماقاله آدم عند الشجرة" عام 1986 ، ونشر جل كتبه في البحرين وفي الأردن.

## مسيرته المهنية
- تخرج في كلية الآداب جامعة بغداد عام 1970 ،
- التحق بالتدريس في الجزائر - مدينة وهران ومدينة بجاية ومدينة سطيف (1970 - 1977) .
- عين مديراً للمدرسة العراقية بروما إيطاليا (1988 - 1990) ،
- عمل مديراً لاعدادية صنعاء ببغداد (1990 - 1998) ،
- عمل مدرساً ومشرفاً في مملكة البحرين.

## وصف الكاتب
أسلوبه الأدبي: يمزج الواقعية بالخيال في قصصه، ويعتمد على أوزان الشعر في شعره العمودي والحر. كتاباته مزيج من مدرسة جبران خليل جبران، مصطفى لطفي المنفلوطي، وإيليا أبو ماضي.
فكره: يدعو إلى نشر السلام في العالم بكل ما كتب، ملتزماً بكتاب الله القرآن الكريم.

#### أهم المجلات والجرائد التي نشر فيها:
- مجلة المناهل البغدادية.
- مجلة التراث الشعبي البغدادية.[2]
- مجلة العدل النجفية.
- جريدة الثورة.
- جريدة البلاد العراقية.
- جريدة الصباح الجديد.[3]
- البلاد البحرينية.

## قائمة مؤلفاته
- عاشق الشمس / 1964 / مطبعة العامل / بغداد.
- ما قاله آدم عند الشجرة / 1986 / مطبعة العدل / بغداد.[4]
- رسالة للانسان عبر الزمان / 2011 / المطبعة العالمية / المنامة /مملكة البحرين / منشور على الرابط الالكتروني.[5][6]
- أصوات الرحيم في القرآن الكريم / 2017 / دار اليراع / عمان المملكة الاردنية.[7]
- مذكرات راهب / 2018 / مكتبة انتيك / عمان / المملكة الاردنية / ومكتبة جسد / بغداد / 2021.[8]
- الصوفي الثوري / مكتبة جسد / 2020 / بغداد / الجمهورية العراقية / منشور في مكتبة نور الالكترونية / للقراءة .[9]
- المعرفة والتعجب / مكتبة جسد / 2020 / بغداد / الجمهورية العراقية / منشور في مكتبة نور الالكترونية / للقراءة .[10]
- اليوتوبيا الجديدة / 2022 / مطبعة ما بين النهرين / عمان / المملكة الاردنية الهاشمية  / منشور في مكتبة نور الالكترونية.[11]
- ديوان العزاوي / مطبعة ما بين النهرين / عمان / المملكة الاردنية الهاشمية  - عام 2022.[12]
- حكايات القبعات البيضاء / مطبعة ما بين النهرين / عمان / المملكة الاردنية الهاشمية  - عام 2024.[13]